# 大岩町 (豊田市)
大岩町（おおいわちょう）は、愛知県豊田市の町名。

## 概要
豊田市の北西部に位置し、藤岡地区（旧西加茂郡藤岡町の町域にほぼ相当する）に属する。同地区の中では最北部に位置し、町域のほとんどが山間部で耕地がほとんど存在しない。町域南部に愛知県道353号大平折平線が走り、人家は県道沿いに疎らかに点在する。町域最南部にはサンエッグファーム株式会社の藤岡農場があり、町域中部には大岩川と共に藤岡北部第一浄水場がある。
大正期には、陶土の原料となる石粉の生産が盛んであった。

## 歴史

### 沿革
- 江戸期- 寛永期の『三河国村々高附』においては「加茂郡大岩村」、天保期の郷帳においても「加茂郡大岩村」という表記が見受けられる[5]。
- 1635年（寛永12年）当時- 岡崎藩領であった[6]。
- 1868年（明治元年）- 大多喜藩領となる[6]。
- 1871年（明治4年）- 大区小区制施行により、第4大区第3小区に所属する[5]。
- 1878年（明治11年）- 郡区町村編制法施行により、加茂郡が西加茂郡と東加茂郡に分割される。これに伴い、大岩村の所属が加茂郡から西加茂郡に変更される[4]。
- 1884年（明治17年）7月- 戸長役場設置に伴い、大岩村、石畳村（いしだたみむら）、折平村（おりだいらむら）、上渡合村（かみどあいむら）、木瀬村（きせむら）、三箇村（さんがむら）、白川村（しらかわむら）、西市野々村（にしいちののむら）、北曽木村（ほくそぎむら）の9村が同組に組み込まれる[7]。
- 1889年（明治22年）10月1日- 市制・町村制施行に伴い、大岩村、石畳村、折平村、上渡合村、木瀬村、三箇村、白川村、西市野々村、北曽木村の9村が合併して西加茂郡高岡村が誕生し[8]、大岩村は高岡村大字大岩に継承される[4]。
- 1906年（明治39年）4月1日- 高岡村、富貴下村の内3大字、藤河村が合併して藤岡村が誕生し[9]、高岡村大字大岩は藤岡村大字大岩に継承される[4]。
- 1978年（昭和53年）4月1日- 藤岡村の町制施行に伴い[9]、住所表示が藤岡町大字大岩に変更される[4]。
- 2005年（平成17年）4月1日- 藤岡町の豊田市への編入に伴い、住所表示が豊田市大岩町に変更される。

## 世帯数と人口
2019年（令和元年）7月1日現在の世帯数と人口は以下の通りである。
| 町丁   | 世帯数 | 人口 |
| ------ | ------ | ---- |
| 大岩町 | 14世帯 | 31人 |

### 人口の変遷
国勢調査による人口の推移
| 2005年（平成17年） | 36人 | [ 10 ] |  |
| 2010年（平成22年） | 35人 | [ 11 ] |  |
| 2015年（平成27年） | 32人 | [ 12 ] |  |

## 学区
市立小・中学校に通う場合、学区は以下の通りとなる。
| 番・番地等 | 小学校             | 中学校             |
| ---------- | ------------------ | ------------------ |
| 全域       | 豊田市立石畳小学校 | 豊田市立藤岡中学校 |

## 寺社
- 地蔵堂

1972年（昭和47年）建立。

## 文化財

### 城館跡
- 大岩城跡

美濃国と接する獅子ケ鼻と呼ばれる山稜の頂に立地していたとされる。『三河国名所図絵』によれば、この城には大岩久蔵という盗賊が部下150人と共に住んでいたが、徳川家康の命により掃討が行われ、盗賊は美濃国に逃げたという。

## その他

### 日本郵便
- 郵便番号 : 470-0401[2]（集配局：藤岡郵便局[14]）。